# São Paio (Melgaço)
São Paio é uma povoação portuguesa sede da Freguesia de São Paio do Município de Melgaço, freguesia com 9,91 km² de área e 535 habitantes (censo de 2021), tendo, por isso, uma densidade populacional de 54 hab./km².

## Demografia
A população registada nos censos foi:
| Distribuição da População por Grupos Etários | Distribuição da População por Grupos Etários | Distribuição da População por Grupos Etários | Distribuição da População por Grupos Etários | Distribuição da População por Grupos Etários |
| -------------------------------------------- | -------------------------------------------- | -------------------------------------------- | -------------------------------------------- | -------------------------------------------- |
| Ano                                          | 0-14 Anos                                    | 15-24 Anos                                   | 25-64 Anos                                   | > 65 Anos                                    |
| 2001                                         | 68                                           | 72                                           | 286                                          | 213                                          |
| 2011                                         | 51                                           | 49                                           | 259                                          | 243                                          |
| 2021                                         | 39                                           | 34                                           | 242                                          | 220                                          |